# 金银潭站 (武孝城际)
金银潭站，位于中华人民共和国湖北省武汉市东西湖区金银潭大道，是武孝城际铁路上的一座火车站，车站中心里程位于该线K5+370处:武汉局集团管界图。现由武汉局集团汉口车站管辖:274。车站于2016年12月1日开通运营。目前本站不停靠任何列车。

## 车站情况
金银潭站为一座高架车站，站房总面积为2500平方米，站内共有2条股道及2座站台。车站站房外立面设计参考了水与鹤，融合了前者的圆润特征及后者的舒展特征。车站位于金银潭大道边，但距离该站最近的公交车站有400米，因此有旅客反映该站接驳不便的问题。
| 西↑ |      |                                            |
|     | 侧式 |                                            |
|     |      | （后湖站）武孝城际铁路下行正线（盘龙城站） |
|     |      | （后湖站）武孝城际铁路上行正线（盘龙城站） |
|     | 侧式 |                                            |
| 东↓ |      |                                            |